# Ближнее (Феодосия)
Бли́жнее (до 1945 года — Бли́жняя Байбуга́; укр. Ближнє, крымскотат. Bay Buğa, Бай Бугъа) — село на юго-востоке Крыма. Входит в городской округ Феодосия Республики Крым (согласно административно-территориальному делению Украины — Феодосийский горсовет Автономной Республики Крым, в составе Насыпновского сельсовета).

## Население
| 2001 | 2014  |
| ---- | ----- |
| 2762 | ↗2779 |

### Динамика численности
| - 1892 год — 325 чел. - 1915 год — 0/778 чел. - 1926 год — 954 чел. - 1939 год — 1152 чел. | - 2001 год — 2762 чел. - 2009 год — 2746 чел. - 2014 год — 2779 чел. |

Всеукраинская перепись 2001 года показала следующее распределение по носителям языка
| Язык             | Процент |
| ---------------- | ------- |
| русский          | 72,48   |
| крымскотатарский | 19,66   |
| украинский       | 6,01    |
| другие           | 0,41    |

## Современное состояние
На 2018 год в Ближнем числится свыше 50 улиц и переулков; на 2009 год, по данным сельсовета, село занимало площадь 199 гектаров на которой, в 1017 дворах, проживало 2746 человек. В селении действуют средняя школа № 15, библиотека, отделение Почты России, фельдшерско-акушерский пункт, церковь Преподобного Агапита Печерского, мечеть «Байбуга джамиси». Ближнее связано с Феодосией городскими автобусами.

## География
Ближнее расположено в долине реки Байбуга, примерно в 5 километрах (по шоссе) на запад от центра Феодосии (там же ближайшая железнодорожная станция), на трассе Симферополь — Феодосия, высота центра села над уровнем моря 21 м. Транспортное сообщение осуществляется по региональной автодороге 35К-003 Симферополь — Феодосия (по украинской классификации — P-23).

## История
Впервые, как Луг Бай-Буга, упоминается в материалах переписи населения Кефинского санджака империи 1542 года. Как селение, встречается на картах 1836, как хутор Байбуга без указания числа дворов и 1842 года, на которой хутор обозначен условным знаком «малая деревня», то есть, менее 5 дворов.
После земской реформы 1890-х годов деревню приписали к Владиславской волости. На трёхверстовой карте 1865—1876 года хутор Байбуга обозначен без указания числа дворов, на верстовке 1889 года Нижняя Байбуга, или Прицепка — селение в 41 двор с русским населением
По «…Памятной книжке Таврической губернии на 1892 год» в деревне Байбуга ближняя, не входившей ни в одно сельское общество, числилось 325 безземельных жителей, домохозяйств не имеющих. В 1900 году решением городской думы Феодосии в селе была открыта начальная школа. По Статистическому справочнику Таврической губернии. Ч.II-я. Статистический очерк, выпуск пятый Феодосийский уезд, 1915 год, в селе Байбуга Ближняя Владиславской волости Феодосийского уезда числился 127 дворов (все дворы безземельные) со смешанным населением в количестве 778 человек «посторонних» жителей, из которых 406 мужчин и 372 женщины. Жители землёй не владели, в хозяйствах имелось 263 лошади, 1 вол и 120 коров.
После установления в Крыму Советской власти, по постановлению Крымревкома от 8 января 1921 года была упразднена волостная система и село вошло в состав вновь созданного Владиславовского района Феодосийского уезда, а в 1922 году уезды получили название округов. 11 октября 1923 года, согласно постановлению ВЦИК, в административное деление Крымской АССР были внесены изменения, в результате которых округа ликвидировались и Владиславовский район стал самостоятельной административной единицей. Декретом ВЦИК от 04 сентября 1924 года «Об упразднении некоторых районов Автономной Крымской С. С. Р.» Старо-Крымский район был упразднён в октябре 1924 года район был преобразован в Феодосийский и село включили в его состав. Согласно Списку населённых пунктов Крымской АССР по Всесоюзной переписи 17 декабря 1926 года, в селе Байбуга Ближняя, центре Ближне-Байбуганского сельсовета Феодосийского района, числилось 202 двора, из них 190 крестьянских, население составляло 954 человека, из них 456 русских, 469 украинцев, 20 греков, 2 болгарина, 1 армянин, 3 записаны в графе «прочие», действовала русская школа I ступени (пятилетка). Постановлением ВЦИК «О реорганизации сети районов Крымской АССР» от 30 октября 1930 года (по другим сведениям 15 сентября 1931 года Феодосийский район был упразднён и село включили в состав Старо-Крымского, а с образованием в 1935 году Кировского — в состав нового района. По данным всесоюзная перепись населения 1939 года в селе проживало 1152 человека.
В 1944 году, после освобождения Крыма от фашистов, 12 августа 1944 года было принято постановление № ГОКО-6372с «О переселении колхозников в районы Крыма» и в сентябре того же года в село приехали первые переселенцы, 1268 семей, из Курской, Тамбовской и Ростовской областей, а в начале 1950-х годов последовала вторая волна переселенцев. Указом Президиума Верховного Совета РСФСР от 21 августа 1945 года Ближняя Байбуга была переименована в Ближнее и Ближне-Байбужанский сельсовет — в Ближненский. С 25 июня 1946 года селение в составе Крымской области РСФСР, а 26 апреля 1954 года Крымская область была передана из состава РСФСР в состав УССР. Время включения в Феодосийский горсовет и упразднения сельсовета пока не установлено: на 15 июня 1960 года село уже в составе Насыпновского. Указом Президиума Верховного Совета УССР «Об укрупнении сельских районов Крымской области», от 30 декабря 1962 года Кировский район был упразднён и село присоединили к Алуштинскому району. 1 января 1965 года, указом Президиума ВС УССР «О внесении изменений в административное районирование УССР — по Крымской области», включили в состав Феодосийского горсовета в составе Насыпновского сельсовета. В 1968 году было построено новое здание школы. С 12 февраля 1991 года село в восстановленной Крымской АССР, 26 февраля 1992 года переименованной в Автономную Республику Крым. С 21 марта 2014 года в составе Крыма аннексировано Россией, с 5 июня 2014 года — в Городском округе Феодосия.